# تکنوجیم
تکنوجیم (انگلیسی: Technogym) شرکت تجهیزات ورزشی ایتالیایی است، که در سال ۱۹۸۳ تأسیس شد.